# Tillandsia selleana
Tillandsia selleana är en gräsväxtart som beskrevs av Hermann August Theodor Harms. Tillandsia selleana ingår i släktet Tillandsia och familjen Bromeliaceae. Inga underarter finns listade i Catalogue of Life.